# Мысы (Свердловская область)
Мысы — деревня в Свердловской области России, входящая в муниципальное образование Алапаевское. Является частью Бубчиковского территориального управления.

## География
Деревня располагается на правом берегу реки Рублихи, в 30 километрах на север от города Алапаевска.

## Часовой пояс
Мысы, как и вся Свердловская область, находится в часовой зоне МСК+2. Смещение применяемого времени относительно UTC составляет +5:00.

## Население
| 2002 | 2010 |
| ---- | ---- |
| 4    | ↘0   |